# Renealmia densiflora
Renealmia densiflora är en enhjärtbladig växtart som beskrevs av Ignatz Urban. Renealmia densiflora ingår i släktet Renealmia och familjen Zingiberaceae. Inga underarter finns listade i Catalogue of Life. Arten är endemisk för Hispaniola 